# Terlangu (Banyuasin III)
Terlangu is een bestuurslaag in het regentschap Banyuasin van de provincie Zuid-Sumatra, Indonesië. Terlangu telt 432 inwoners (volkstelling 2010).